# Psałterz Chłudowa

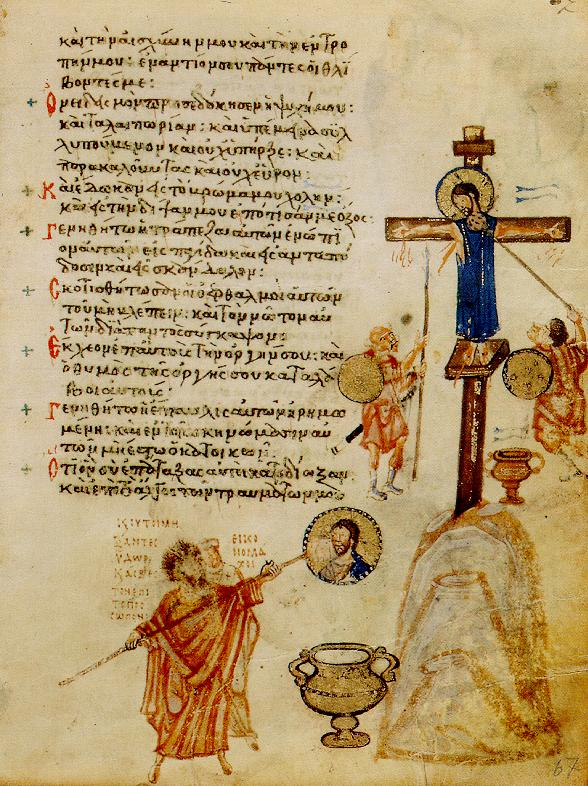

Psałterz Chłudowa – grecki iluminowany psałterz pochodzący z IX wieku n.e. przekazujący tekst Septuaginty. Jest unikatowym zabytkiem sztuki bizantyjskiej z okresu ikonoklazmu i jedynym psałterzem tego rodzaju, który zachował się do naszych czasów. Rękopis ten jest oznaczony numerem 1101 na liście rękopisów Septuaginty według klasyfikacji Alfreda Rahlfsa. Nazwa psałterza pochodzi od nazwiska moskiewskiego kupca i kolekcjonera, który był właścicielem rękopisu.
Psałterz ma wymiary 195 mm na 150 mm i zawiera 169 stron, a teksty psalmów są zaczerpnięte z Septuaginty.

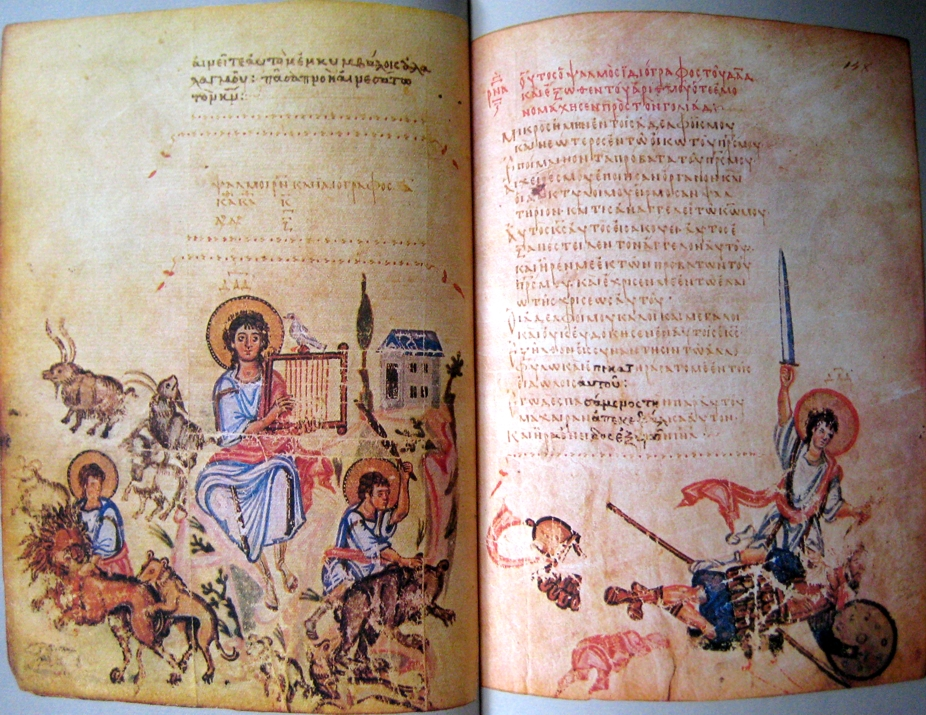

Psałterz Chłudowa został wykonany prawdopodobnie około roku 830 n.e. przez mnichów z otoczenia wygnanego w 815 roku z Konstantynopola patriarchy Nikefora, który był zwolennikiem obrazów. Nikodem Kondakow sugerował, że rękopis został napisany w Monastyrze Jana Chrzciciela w Konstantynopolu. Inni badacze wskazują, że obrazoburstwo zostało potępione w 843 roku, a rękopis jest efektem pracy cesarskich ikonoklastów, co określa późniejszy czas powstania manuskryptu.
Charakterystyczną cechą rękopisu są umieszczone na marginesach barwne ilustracje przedstawiające sceny nawiązujące do treści Ewangelii. Bardzo wysoki  sposób ich wykonania jest przykładem najlepszych wzorów iluminatorstwa grecko-rzymskiego.
Manuskrypt do 1847 roku był przechowywany na górze Athos, kiedy to rosyjski uczony wywiózł go do Moskwy. Psałterzem zaopiekował się Aleksiej Chłudow, od którego nazwę księga nosi do dziś. Następnie, zabytek trafił Monastyru Nikolskiego w Moskwie, a potem do Państwowego Muzeum Historycznego (MS. D.129).